# Changes (Tupac Shakur)
Changes è un singolo del rapper statunitense Tupac Shakur, pubblicato il 13 ottobre 1998 come secondo estratto dalla raccolta Greatest Hits.

## Descrizione
Registrato nel periodo di Shakur alla Interscope Records, il brano parla della difficoltà della vita nei ghetti, del razzismo, della brutalità della polizia, della droga, della violenza delle gang, sperando in un cambiamento della società che, perché avvenga, deve vedere il cambiamento di noi stessi.
La canzone è una cover del brano The Way It Is dei Bruce Hornsby and The Range, del 1986.
Il brano ha ricevuto una nomination come miglior interpretazione rap solista ai Grammy Awards 2000.